# Кампенгаузен, Балтазар Иванович
Барон Балтазар Иванович Кампенгаузен (28.11.1745—12.06.1800) — российский государственный деятель, тайный советник, Лифляндский губернатор, почётный опекун.

## Биография
Родился 28 ноября 1745 г. в семье бывшего генерал-губернатора Финляндии, барона Бальтазара фон Кампенгаузена и Маргарет Лилиенгрин. В 1744 его отец, с потомством, был возведен в баронское достоинство, указом короля Швеции Фридриха I. Род баронов Кампенгаузен внесен в матрикул лифляндского дворянства.
Занимал должность вице-губернатора с 1783 года, затем губернатора Лифляндской губернии с 6 января по 26 февраля 1797. Сенатор с 20 сентября 1797 года. Умер в 1800 году.
В 1787 вступил в Санкт-Петербургскую масонскую ложу "Конкордия".

## Награды
- Орден Святого Владимира 3-й степени[2][3]
- Орден Святого Владимира 2-й степени (1790)[4][5].
- Орден Святой Анны 1-й степени (1798)[6]

## Семья
В 1767 году женился на Софии фон Арнебург (1744-1791). Дети от этого брака:
- Балтазар фон Кампенгаузен (1772-1823) — государственный деятель, член Государственного совета, сенатор, государственный контролёр Российской империи;
- Герман Иоганн фон Кампенгаузен[нем.] (1773-1836) — лифляндский ландрат. Жена - графиня Доротея Кайзерлинк (1779-1847);
- София фон Кампенгаузен[нем.] (1776-1835), муж - барон Леопольд фон Плессен[нем.] (1769-1837), дипломат;
- Шарлотта фон Кампенгаузен (1778-1831), муж - барон Готгард Вильгельм фон Будберг.
- Иоганн Кристоф фон Кампенгаузен (1780-1841);
- Лоренц Иоганн фон Кампенгаузен (1781-1830) — помещик.

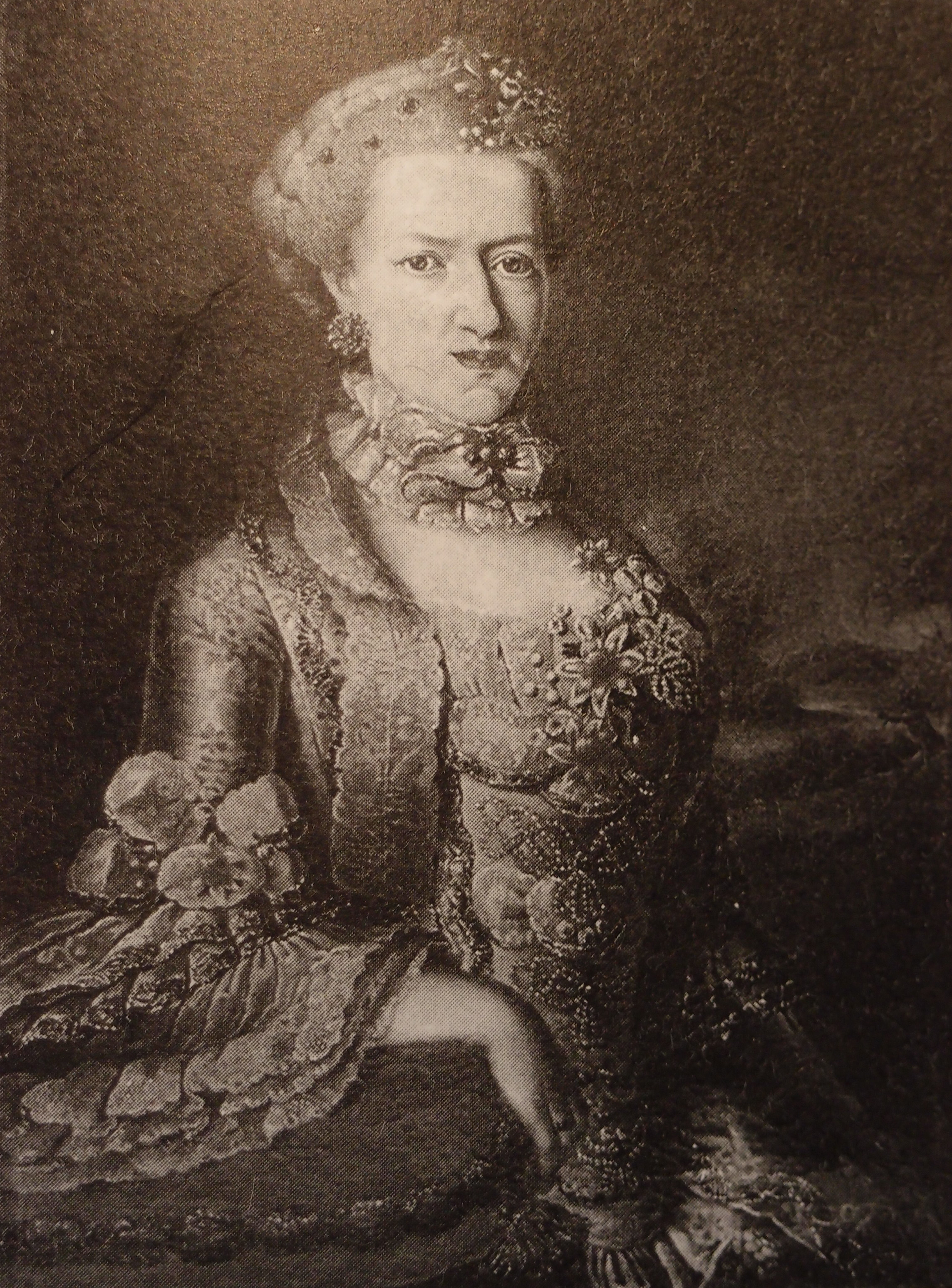
жена, София Вольдек фон Арнебург (1744-1791)
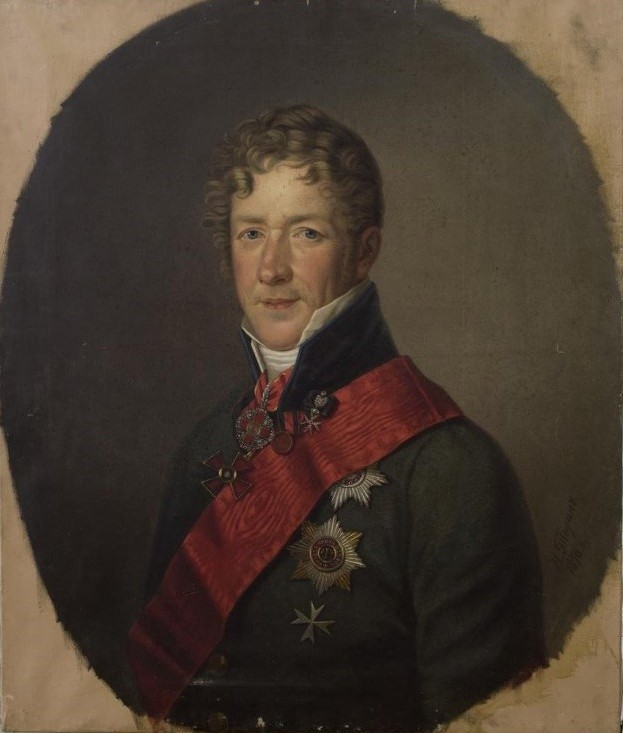
Балтазар (1772-1823)
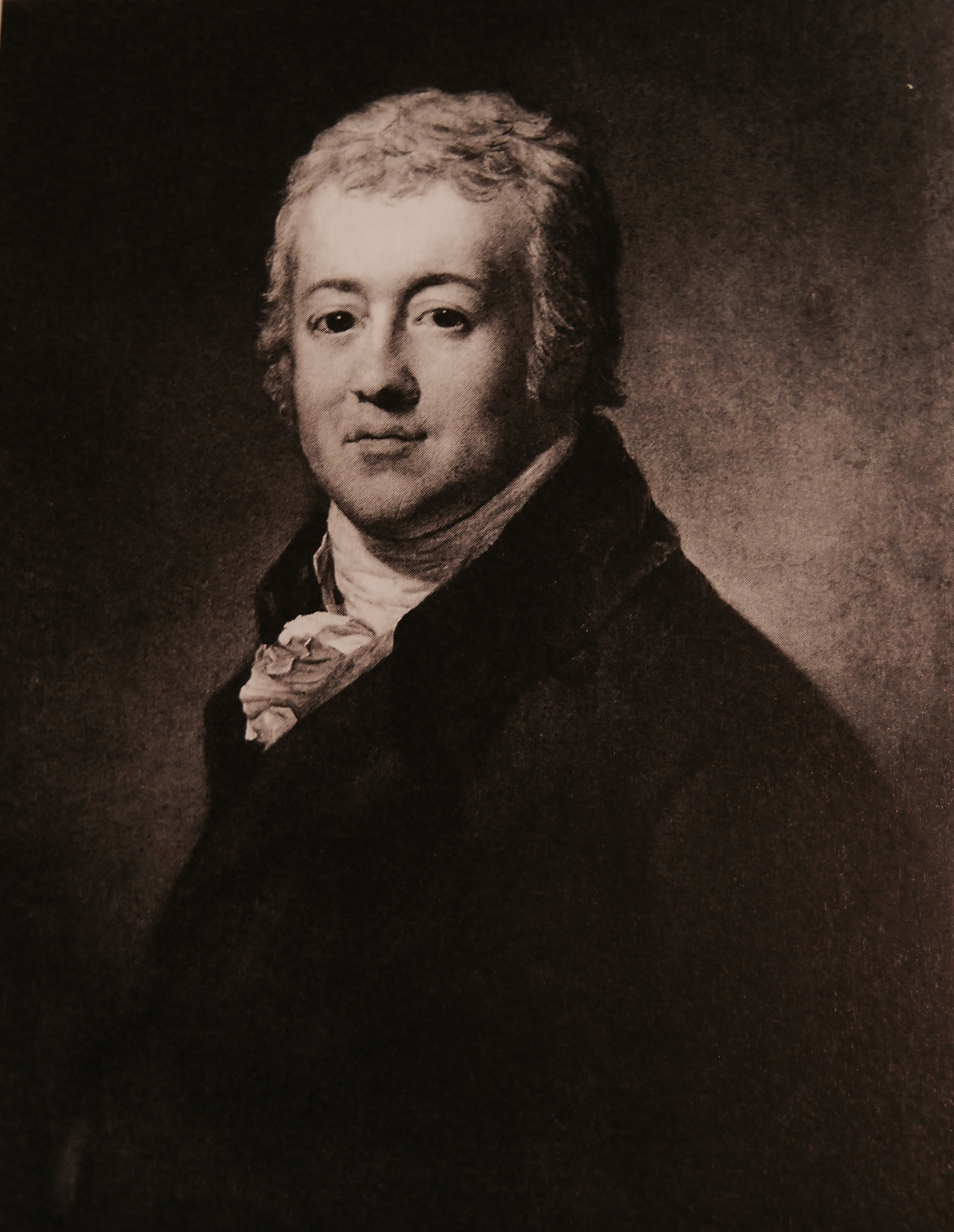
Герман Иоганн (1773-1836)
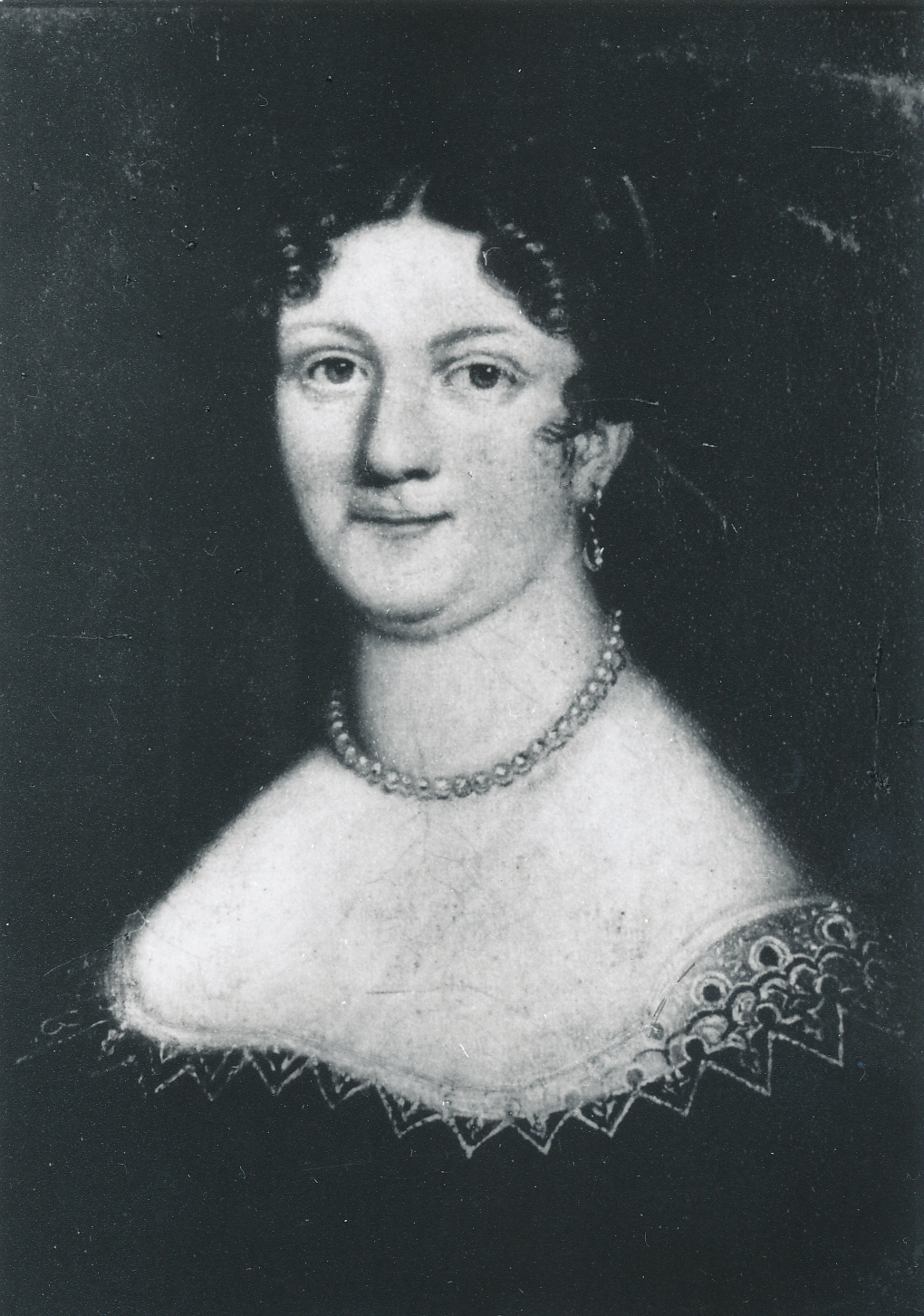
София (1776-1835)
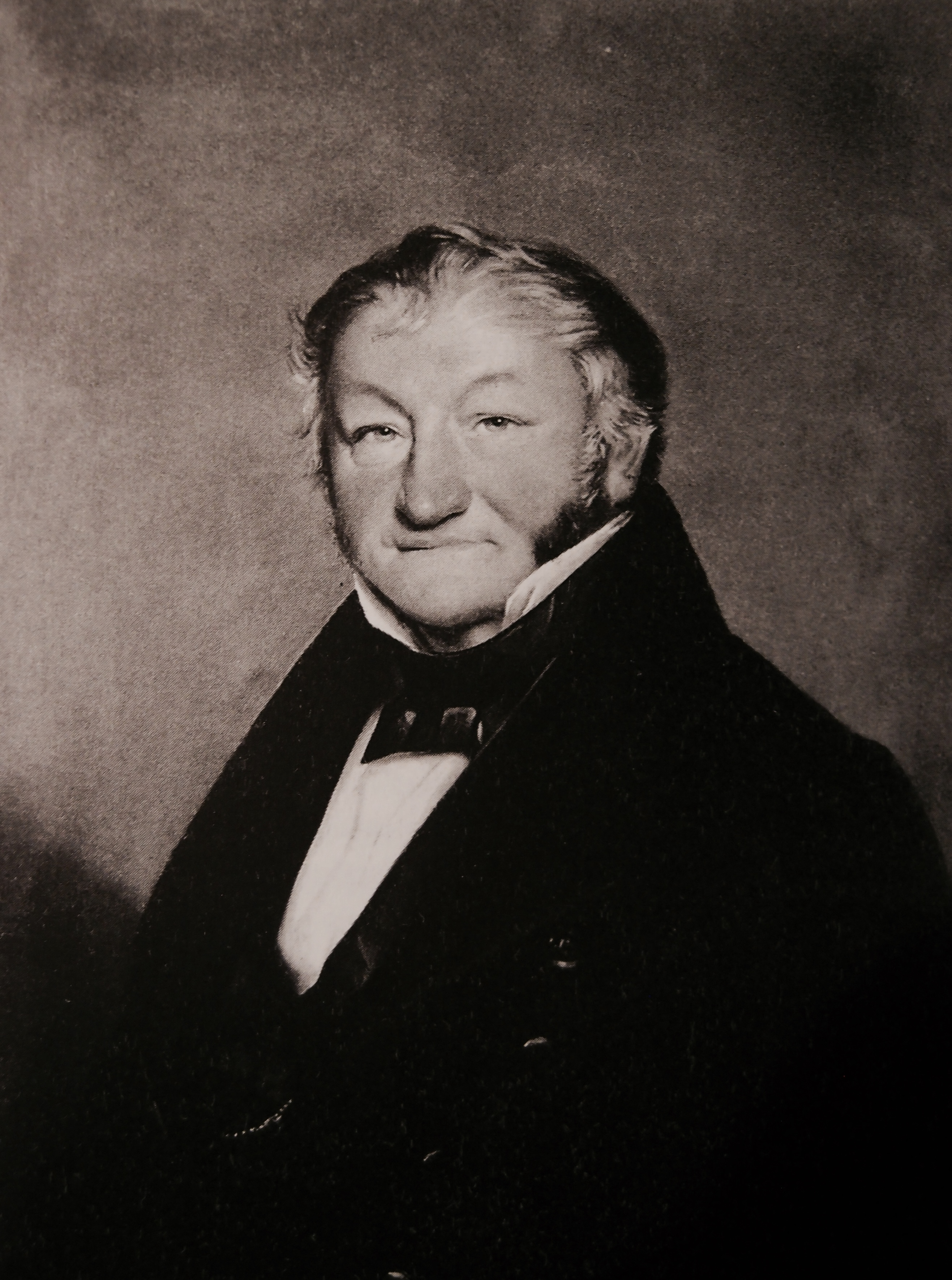
Иоганн Кристоф (1780-1841)
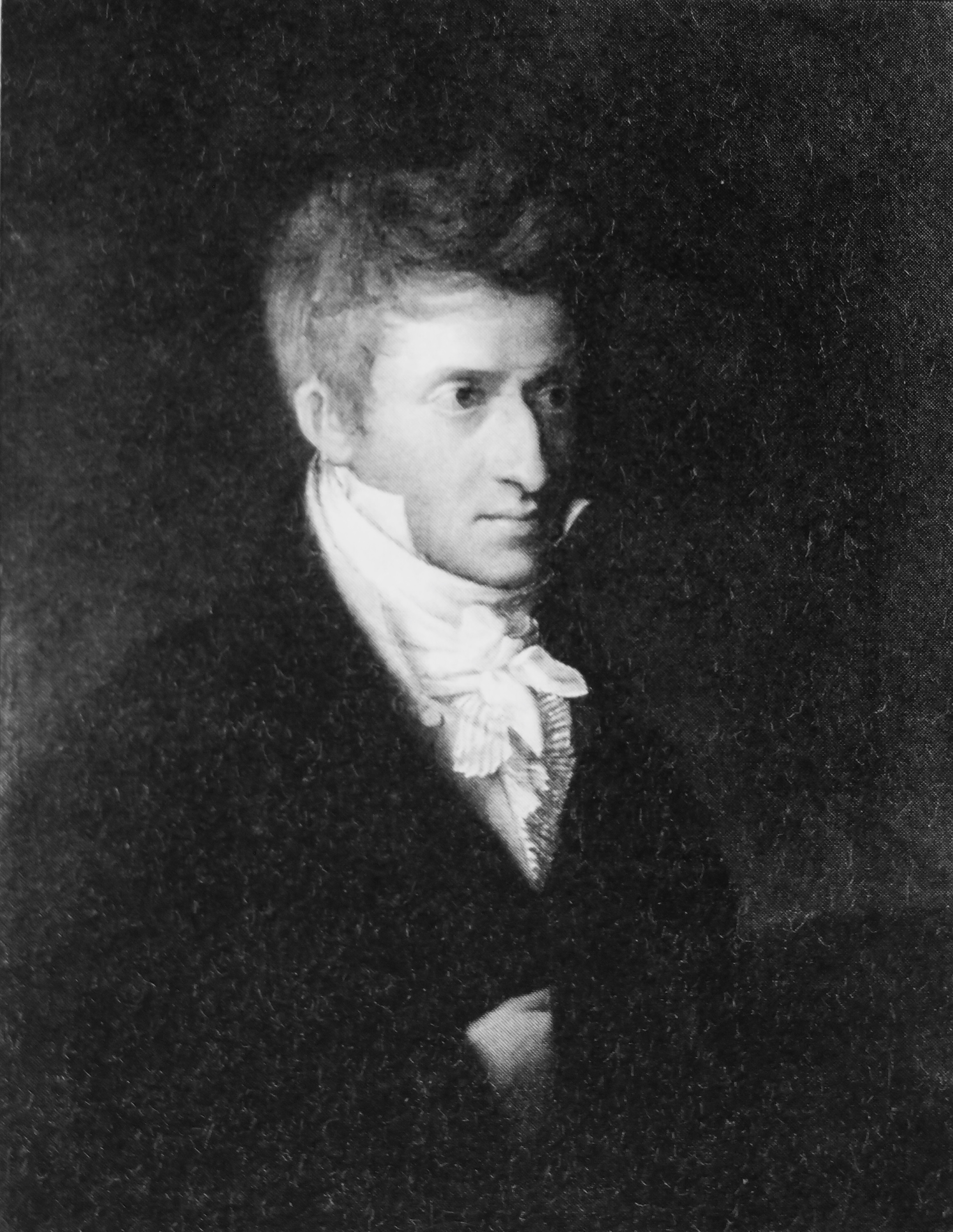
Лоренц Иоганн (1781-1830)